# Акродон
Акродон (лат. Acrodon) — род суккулентных растений семейства Аизовые (Aizoaceae) произрастающий на территории Капской провинции ЮАР.

## Название
Родовое латинское (научное) название Acrodon происходит от двух греческих слов: acros, — «точка», и odus, — «зуб». Название связано с особенностью верхушечно-зубчатых листьев представителей рода.

## Ботаническое описание

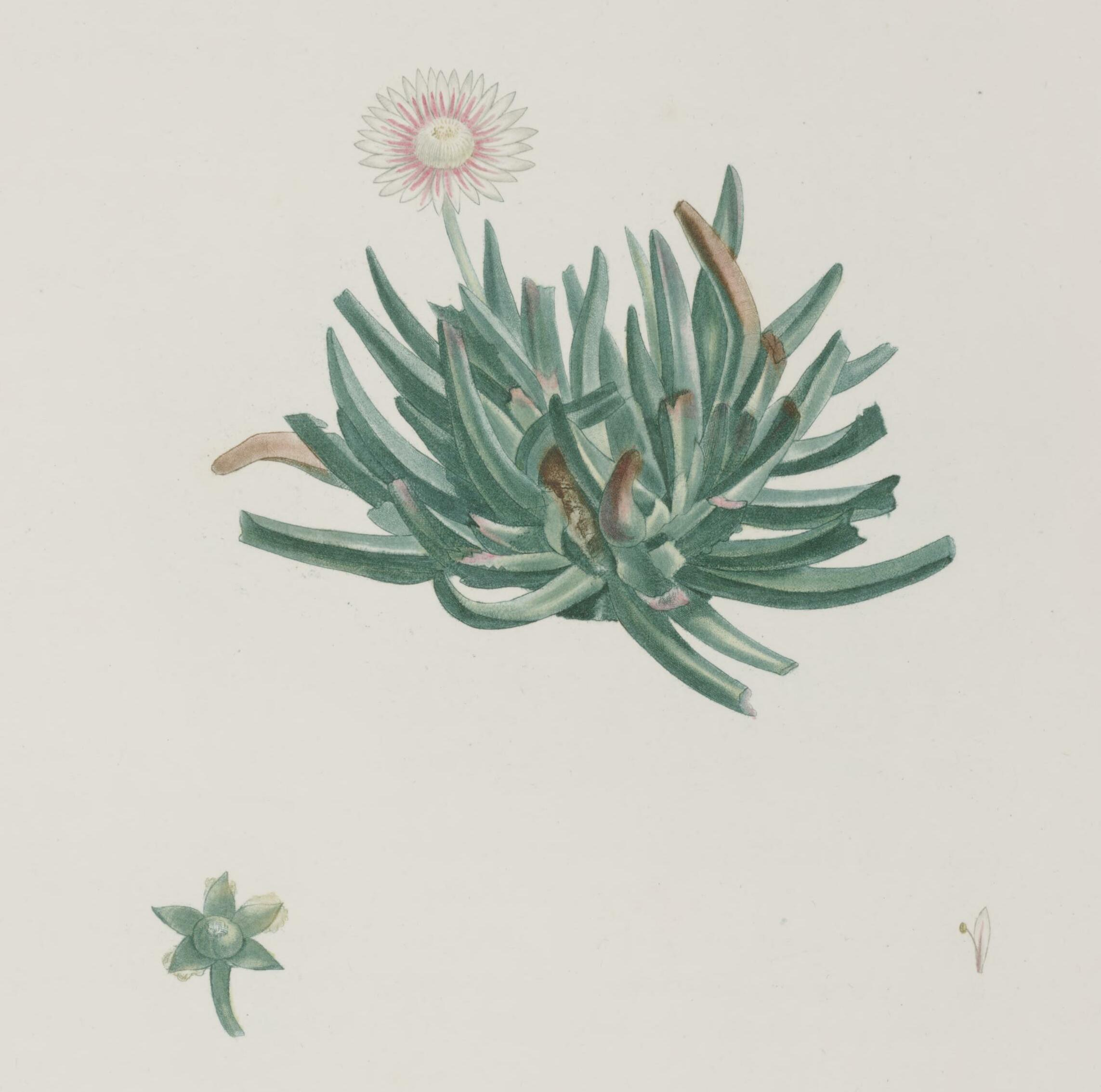
Ботаническая иллюстрация Acrodon bellidiflorus

Компактные кустистые многолетники, высотой до 10 см.
Листья супротивные и собраны в прикорневую розетку. Они остро-трехгранные, примерно 3-5 см в длину, с килевидной формой и часто с мелкими зубцами по краям. Листья раскидистые, изогнутые, гладкие и могут варьировать в оттенках от серо-зеленого до темно-зеленого.
Цветки одиночные. Их диаметр составляет около 4 см. Цветки раскрываются в полдень и закрываются к вечеру. Чашелистиков обычно 5 или 6, почти одинаковые, яйцевидной формы, иногда с пленчатым краем. Лепестки могут быть организованы в один или три ряда. Они узколинейно-ланцетные, часто с выемкой, и могут варьировать в оттенках от белого до розового. Часто на лепестках присутствует заметная центральная линия от розового до пурпурного, а иногда края и кончик лепестков могут быть более темными. Тычинки прямостоячие и имеют цвет от белого до красноватого у основания. Пыльники белые. Нектарник представляет собой гребешковое темно-зеленое кольцо. Завязь верхняя и имеет коническую форму. Рылец 5. Плацентация пристеночная. Плод 5-гнездная коробочка, похожую на тип Рушия (Ruschia). Он деревянистый, и створки коробочки открываются неполностью. Семена грушевидной формы, шероховатые с микроскопическими +/- сферическими бугорками, от темно-коричневых до почти черных.
Число хромосом — 9.

## Таксономия
Acrodon N.E.Br., первое упоминание в Gard. Chron., ser. 3, 82: 12 (1927).

### Виды
Подтвержденные виды по данным сайта Plants of the World Online на 2023 год:
- Acrodon bellidiflorus (L.) N.E.Br.
- Acrodon caespitosus H.E.K.Hartmann
- Acrodon deminutus Klak
- Acrodon parvifolius du Plessis
- Acrodon subulatus (Mill.) N.E.Br.